# Жоржі Алберту Мендоса
Жоржі Алберту Мендоса (порт. Jorge Alberto Mendonça, нар. 19 вересня 1938, Луанда) — португальський футболіст ангольського походження, що грав на позиції нападника.
Виступав здебільшого за іспанські команди, зокрема, за мадридський «Атлетіко».
Чемпіон Іспанії. Триразовий володар Кубка Іспанії. Володар Кубка Кубків УЄФА.

## Ігрова кар'єра
Народився 19 вересня 1938 року в столиці Анголи. Вихованець футбольної школи лісабонського «Спортінга».
У дорослому футболі дебютував 1956 року виступами за команду іншого португальського клубу, «Браги», в якій провів один сезон.
Потім перебрався до Іспанії, де протягом 1957—1958 років захищав кольори команди клубу «Депортіво».
Своєю грою за останню команду привернув увагу представників тренерського штабу мадридського «Атлетіко», до складу якого приєднався 1958 року. Відіграв за мадридський клуб наступні дев'ять сезонів своєї ігрової кар'єри. У складі «Атлетіко» був одним з головних бомбардирів команди, маючи середню результативність на рівні 0,35 голу за гру першості. За цей час виборов титул чемпіона Іспанії, двічі ставав володарем Кубка Іспанії, вигравав Кубок Кубків УЄФА.
Протягом 1967—1969 років захищав кольори «Барселони». За цей час додав до переліку своїх трофеїв ще один титул володаря Кубка Іспанії.
Завершив професійну ігрову кар'єру у «Мальорці», за яку виступав протягом 1969—1970 років.

## Титули і досягнення
- Чемпіон Іспанії (1):

«Атлетіко»: 1965-1966
- Володар Кубка Іспанії (3):

«Атлетіко»: 1960-1961, 1964-1965
«Барселона»: 1967-1968
- Володар Кубка Кубків УЄФА (1):

«Атлетіко»: 1961-1962